# Julian Hunte

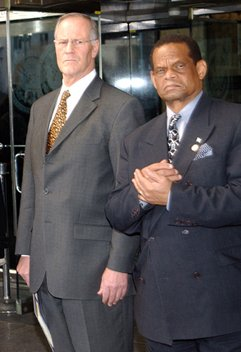
Julian Hunte (rechts) mit dem kanadischen Außenminister William Graham (Washington DC, Februar 2004)

Sir Julian Robert Hunte KCMG, OBE (* 14. März 1940 in Castries) ist ein Diplomat und Politiker des Karibikstaates St. Lucia. Er war vom 16. September 2003 bis zum 14. September 2004 Präsident der 58. Generalversammlung der Vereinten Nationen. Daneben war er vom April 2001 bis Oktober 2004 Außenminister von St. Lucia.
Seit März 2006 ist er Vorsitzender der Allianz der kleinen Inselstaaten (AOSIS).

## Leben
Hunte hat Betriebswirtschaft und Rechnungswesen studiert, während seiner Studienzeit spielte er in der Cricket-Nationalmannschaft seines Landes; nach seiner aktiven Laufbahn blieb er dem Sport als Funktionär treu. Seine politische Karriere begann Hunte 1967 als Stadtrat und Gewerkschaftsführer. Später führte ihn sein Weg über das Bürgermeisteramt der Hauptstadt Castries und andere Ämter bis zur Berufung ins Kabinett 2001. Daneben war er Vorsitzender des Gewerkschaftsverbandes und leitete von 1984 bis 2004 die Labour-Partei von St. Lucia. Zwischen 1998 und 2001 repräsentierte Hunte sein Land als Botschafter bei den Vereinten Nationen. Er wurde 2003 zum Präsidenten der Generalversammlung der Vereinten Nationen gewählt.
Hunte ist verheiratet und hat vier Kinder.

## Ehrungen
Hunte wurde 1979 als Officer (OBE) in den Order of the British Empire aufgenommen. Unmittelbar nach dem Ende der Amtszeit als Präsident der UN-Generalversammlung wurde Hunte 2004, obwohl er als römischer Katholik ein Befürworter des Rechts auf Abtreibung war (und noch ist), von Papst Johannes Paul II. zum Großkreuz-Ritter des Piusordens ernannt. 2013 wurde er als Knight Commander des Order of St. Michael and St. George geadelt.